# NGC 6282
NGC 6282 (również PGC 59418) – galaktyka spiralna z poprzeczką (SBbc), znajdująca się w gwiazdozbiorze Herkulesa. Odkrył ją Albert Marth 28 czerwca 1864 roku.